# Олександрія (Луцький район)
Олександрі́я — село в Україні, у Луцькому районі Волинської області. Входить до складу Підгайцівської сільської громади. Населення становить 112 осіб.

## Географія
Село розташоване на лівому березі річки Конопельки.

## Населення
Згідно з переписом УРСР 1989 року чисельність наявного населення села становила 120 осіб, з яких 50 чоловіків та 70 жінок.
За переписом населення України 2001 року в селі мешкало 106 осіб.

### Мова
Розподіл населення за рідною мовою за даними перепису 2001 року:
| Мова       | Відсоток |
| ---------- | -------- |
| українська | 99,11 %  |
| російська  | 0,89 %   |